# Интернет в Грузии
Интернет в Грузии занимает ведущее место среди стран Закавказья по скорости трафика (на 51-м месте в мире). По данным Internet World Stats, уровень проникновения интернета в Грузии составляет 91,2 %.

## Провайдеры
В стране действуют два основных интернет-провайдера: «Silknet» и «Caucasus Online». «Silknet» (бывший «Объединенный Телеком») занимает более 40 %, а «Caucasus Online», который был создан после объединения трех ведущих интернет-провайдеров, контролирует свыше 30% рынка. Другие компании: «Магтиком», «Ахали кселеби» («Новые сети»).

## Пользователи
По сравнению с 2009 годом, в 2011 году число пользователей, никогда не пользовавшихся интернетом, сократилось на 10% (с 66% до 56%). Число потребителей интернета в столице - 60%: это вдвое больше, чем в регионах. Согласно опросу, проведённому в апреле 2011 года Центром исследовательских ресурсов Кавказа (CRRC), 83% считает основным источником информации телевидение и только 5% - интернет.
По официальным данным комиссии коммуникации Грузии число абонентов на октябрь 2011 года выглядит следующим образом:
- Розничные абоненты волоконно-оптической связи — 115 453 чел.
- Розничные абоненты DSL — 197 486 чел.
- Розничные абоненты CDMA&EVDO — 48 055 чел.
- Всего — 360 994  чел.

## Технологии
По данным Национальной комиссии коммуникаций основными средами передачи Интернета потребителю являются кабельные, в частности DSL (55,8%) и оптико-сотовые (28,7%) технологии (2010). Абоненты беспроводного Интернета в основном пользуются технологиями EVDO и CDMA.
На 2020 год в рейтинге кибербезопасности «Global Cybersecurity Index» Грузия занимала 55 место.